# Кавери
Ка́вери (там. காவிரி, англ. Kaveri, Cauvery) — одна из крупнейших рек в Индии, у индусов считается священной.
Длина реки составляет около 800 км, площадь бассейна реки — 80 тысяч км². Река берёт начало на склонах Западных Гатов. В верхнем течении реки много водопадов, отдельные имеют высоту до 91 метра. Воды реки используются для орошения. Имеется несколько гидроэлектростанций. В устье, нижнем и частично среднем течении река судоходна.
Река имеет множество притоков: Шимша, Хемавати, Аркавати, Хоннухоле, Лакшмана-Тиртха, Кабини, Бхвани, Локопавани, Нойял, Амаравати.